# Alfred Bardey
Pour les articles homonymes, voir Bardey.
Xavier Alfred Bardey (Besançon, 24 septembre 1854 - Vaux-les-Prés, 16 janvier 1934) est un négociant et explorateur français.

## Biographie
Son père était négociant en soieries à Lyon où il passe sa jeunesse. Fondateur de sa propre société la Vianney, Bardey et compagnie, il se spécialise dans l’importation des produits venant des colonies. Il part ainsi en Arabie en 1880 pour s'approvisionner en café et arrive à Aden en mai. Il y est alors confronté à la concurrence britannique et décide d'aller au source même de la production, dans les hauts plateaux de l'Abyssinie.
Après un court passage à Bombay, il est déposé à Zeila (juillet 1880) par un navire égyptien. Il gagne alors Harar en vingt-deux jours et est de retour sur la côte en octobre avec une importante cargaison de café.
En novembre 1880, il engage comme représentant de sa société à Hadar, Arthur Rimbaud et revient en France en fin d'année où il est admis à la Société de géographie ainsi qu'à la Société de géographie commerciale. Il lui est alors demandé par Antoine d'Abbadie qui l'avait soutenu, de s'expliquer sur l’existence des hommes à queue de l'Afrique orientale.
Bardey, en janvier 1881, annonce la mort tragique de Édouard-Henri Lucereau à la Société de géographie. De retour en France et en Algérie en 1883 pour des raisons de santé, sa société est liquidée en 1884 mais il continuera à faire des affaires à Aden et en mer Rouge jusqu'en 1897.
On lui doit des descriptions précises des régions qu'il a visitées ainsi que la publication à la Société de géographie du rapport d'Arthur Rimbaud sur l'Ogaden.

## Travaux
- Somal, Harar et pays des Gallas, carte au 1/2 500 000, 1883
- Traditions et divisions du Somal (pays des Somalis), Bulletin de la Société d'Anthropologie, 1884, p. 331-348
- Notes sur le commerce du Somal, du Harar et du pays des Gallas, Bulletin de la Société de géographie commerciale, 1885-1886, p. 415-430
- Notes sur le Harar, Bulletin de la Société de géographie historique et descriptive, 1897, p. 130-180, carte dressée par Alfred Bardey
- Rapport sur l'Hadramaut (Arabie), Bulletin de la Société de géographie historique, 1899, p. 19-63
- Barr-Adjam, souvenirs d'Afrique orientale, 1880-1887, publié en 1981